# Abel Chivukuvuku
Abel Epalanga Chivukuvuku, est un homme politique angolais, né le 11 novembre 1957 à Luvemba. Après avoir rompu avec son parti d'origine, l'UNITA, il crée en 2012 la Large convergence pour le salut de l’Angola-Coalition électorale (CASA-CE) pour se présenter aux législatives,,. Elle obtient 6 % des voix.
Chivukuvuku est destitué de la présidence de CASA-CE, une coalition de six partis, en février 2019 et remplacé par André Gaspar Mendes de Carvalho (pt). Il fonde ensuite le Partido do Renascimento Angolano-Juntos por Angola Servir Angola qui est décrit comme une « plateforme politique ».
En vue des élections générales d'août 2022, l'UNITA dirigée par Adalberto Costa Júnior décide de faire alliance avec le Bloco Democrático, un parti sans député dirigé par Filomeno Vieira Lopes, et PRA-JA de Chivukuvuku pour former le Front patriotique uni (Frente Patriótica Unida),. La coalition obtient 90 sièges sur 220, derrière les 124 du MPLA et reste dans l'opposition.